# Бујон (Аквитанија)
Бујон (фр. Bouillon) је насељено место у Француској у региону Аквитанија, у департману Атлантски Пиринеји.
По подацима из 2011. године у општини је живело 149 становника, а густина насељености је износила 45,57 становника/km².

## Демографија
| 1962. | 1968. | 1975. | 1982. | 1990. | 2011. |
| ----- | ----- | ----- | ----- | ----- | ----- |
| 112   | 122   | 124   | 101   | 97    | 149   |